# Aktion Zivilcourage (Verein)

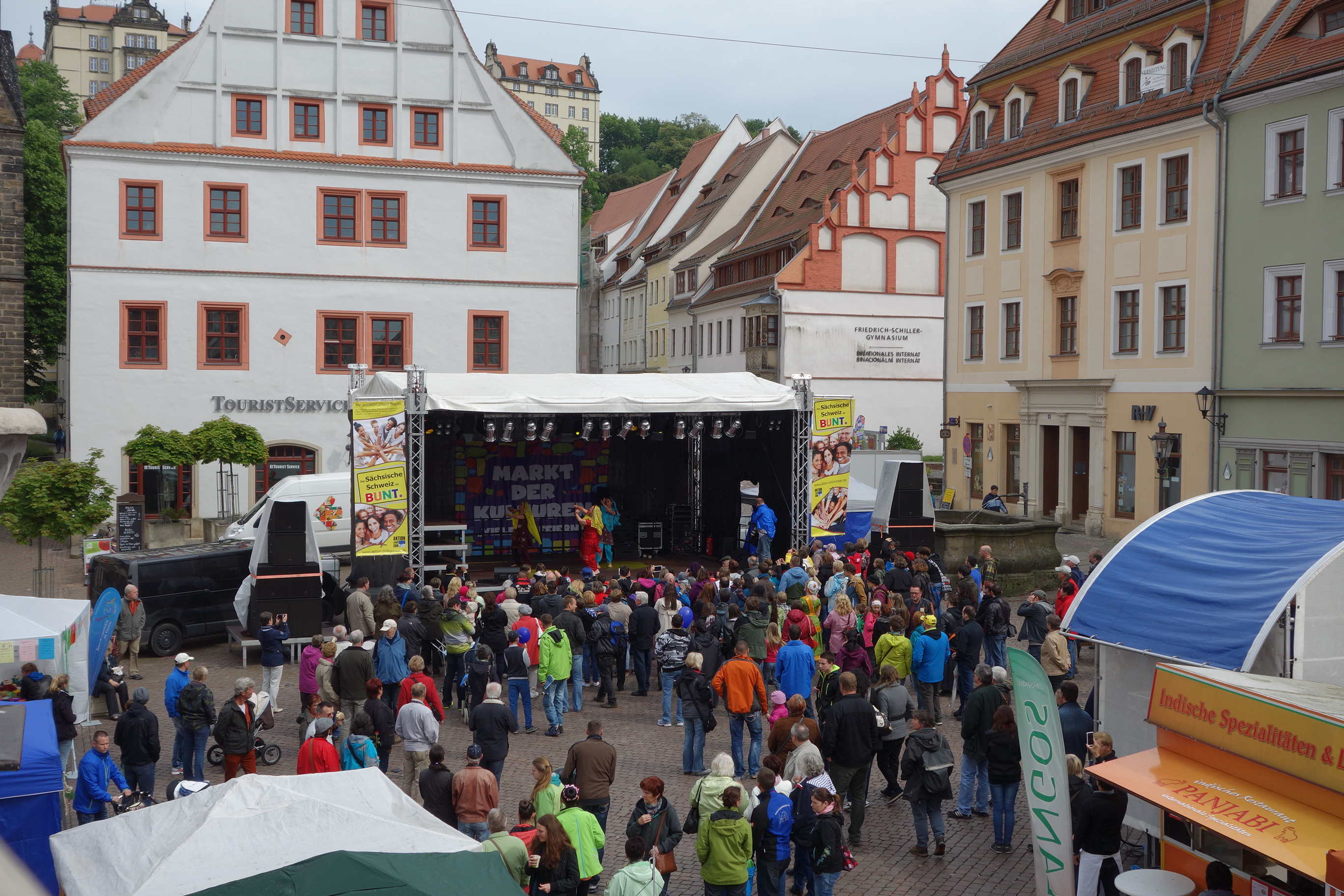
Der Markt der Kulturen ist das Aushängeschild der Aktion Zivilcourage e. V.

Aktion Zivilcourage e. V. ist ein gemeinnütziger, parteiunabhängiger Verein, der sich seit 1998 für die Stärkung demokratischer Kultur, politischer Bildung und gesellschaftlichen Zusammenhalts engagiert. Gegründet wurde die Aktion Zivilcourage in Pirna (Sachsen), weitere Standorte sind Sebnitz, Dresden und Berlin. Die Organisation ist bundesweit tätig, mit einem besonderen Fokus auf strukturschwache und ländliche Regionen Ostdeutschlands. Im Jahr 2021 wurde Gründer und Geschäftsführer Sebastian Reißig mit dem Bundesverdienstkreuz ausgezeichnet.

## Geschichte
Die Ursprünge des Vereins gehen auf eine Jugendinitiative Ende der 90er Jahre zurück. Vor dem Hintergrund rechtsextremer Gewalt in Pirna gründeten junge Menschen eine Plattform für Dialog und demokratisches Engagement. Daraus entstand 1998 die Aktion Zivilcourage, die sich 2004 als gemeinnütziger Verein etablierte. Von Anfang an verfolgte der Verein das Ziel, verschiedene gesellschaftliche Akteure – darunter Bürgerinnen und Bürger, Verwaltung, Polizei und Zivilgesellschaft – in den Austausch zu bringen.

## Ziele und Arbeitsweise
Die Organisation verfolgt einen ganzheitlichen Demokratiebildungsansatz, der auf Prävention, Beteiligung und zivilgesellschaftliche Stärkung ausgerichtet ist. Sie richtet sich an Menschen aller Altersgruppen und Berufsbereiche und entwickelt praxisnahe Bildungs- und Beteiligungsformate. Ziel ist es, demokratische Kompetenzen zu fördern, Zivilcourage zu stärken und Engagement nachhaltig zu unterstützen. Teilhabe durch Zusammenhalt Menschen aus Schule, Vereinen und Kommunen machen positive Erfahrungen mit Demokratie und meistern gesellschaftliche Herausforderungen in breiten Bündnissen.
Die Aktion Zivilcourage e. V. qualifiziert ehrenamtlich und hauptamtlich Engagierte für den Einsatz in der politischen Bildungsarbeit. Im Rahmen von verschiedenen Programmen erwerben die Teilnehmenden fachliche Kenntnisse und methodisch-didaktische Kompetenzen zu demokratiefördernden Konzepten. Die Bildungsformate richten sich an unterschiedliche Zielgruppen – darunter Kinder und Jugendliche, pädagogische Fachkräfte, Engagierte und kommunale Verantwortungstragende.

## Struktur
Die Aktion Zivilcourage e. V. ist ein eingetragener, gemeinnütziger Verein und unter der Registernummer VR 20899 beim Amtsgericht Dresden registriert. Die Organe des Vereins sind die Mitgliederversammlung, Vorstand und die Revision.  Die operative Arbeit übernimmt ein Team von rund 40 hauptamtlichen Mitarbeitenden. Aktuelle Angaben werden auf der Transparenzseite zur Verfügung gestellt.

## Arbeitsbereiche
Die Arbeit der Aktion Zivilcourage e. V. gliedert sich in vier zentrale Zielgruppen:
Nächste Generation  
Der Verein bietet Kindern und Jugendlichen Workshops an, die demokratische Kompetenzen, Medienkompetenz und konstruktive Konfliktlösung fördern. Zusätzlich werden pädagogische Fachkräfte geschult, bspw. zu den Themen vielfaltssensible Pädagogik, Zivilcouragiertes Handeln fördern oder Umgang mit aggressivem Verhalten bei Kindern und Jugendlichen.
Verantwortungstragende
Für Bürgermeister und Bürgermeisterinnen, Mitarbeitende der öffentlichen Verwaltung und weitere kommunale Verantwortungstragende entwickelt die Aktion Zivilcourage praxisnahe Fortbildungen. Schwerpunkte sind dabei der Umgang mit Desinformation, die Gestaltung von Bürgerbeteiligungsprozessen und die Förderung gesellschaftlichen Zusammenhalts auf lokaler Ebene.
Engagierte
Der Verein unterstützt ehrenamtlich Engagierte aus Vereinen, Initiativen und lokalen Projekten durch Qualifizierungen, Beratungsangebote und Vernetzungsmöglichkeiten. Dabei liegt ein besonderer Fokus auf strukturschwachen, ländlichen Regionen, um nachhaltige Strukturen für freiwilliges Engagement aufzubauen.
DemokratieCampus
Der DemokratieCampus ist ein digitales Bildungsangebot, das Online-Seminare, Webinare und Selbstlernmodule zu Themen wie Zivilcourage, Vielfalt und Konfliktlösung umfasst. Ziel dieses Angebots ist es, Weiterbildung ortsunabhängig, niedrigschwellig und interaktiv zugänglich zu machen.

## Wirkung und Zertifizierungen
Der Verein ist anerkannt als bundesweit tätiger Träger der politischen Bildung durch die Bundeszentrale für politische Bildung  sowie als Träger der freien Jugendhilfe im Freistaat Sachsen. Der Verein wurde 2013 durch die Phineo gAG geprüft und mit dem Wirkt-Siegel für besondere Wirksamkeit in der zivilgesellschaftlichen Arbeit ausgezeichnet, in diesem Jahr durchläuft er die Prüfung erneut. 
Der Verein veröffentlicht regelmäßig Jahresberichte  und informiert transparent über die Arbeitsergebnisse  . Er ist Mitglied in der Initiative Transparente Zivilgesellschaft, ein Zusammenschluss von knapp 2.000 Aktiven aus Zivilgesellschaft und Wissenschaft, die zehn grundlegende Punkte definiert haben, die jede zivilgesellschaftliche Organisation veröffentlichen sollte, um so das Vertrauen in deren Arbeit zu erhöhen. 
Die Wirkungsmessung der Aktion Zivilcourage e. V. erfolgt auf Projektebene, z. B. bei „Ich bin wählerisch!“ in Form von Projektberichten. 

## Auszeichnungen
- 2019 Bernhard Vogel Bildungspreis „Chancen schaffen – Chancen nutzen“[18]
- 2017 Verein des Jahres von der Ostsächsischen Sparkasse[19]
- 2013 Phineo gAG, Wirkt-Siegel[20]
- 2011 Aktiv für Demokratie und Toleranz für die Kampagne Die Sächsische Schweiz ist BUNT.
- 2011 Gut unterwegs
- 2011 Sonderpreis des Gustav-Heinemann-Bürgerpreises
- 2009 Theodor-Heuss-Medaille, gemeinsam mit dem ehemaligen Oberbürgermeister von Pirna, Markus Ulbig[21]
- 2008 Pfarrer-Georg-Fritze-Gedächtnisgabe
- 2008 Sächsischer Förderpreis für Demokratie
- 2005 Julius-Rumpf-Preis der Martin-Niemöller-Stiftung
- 2005 Quirinuspreis
- 2005 Sonderpreis im Wettbewerb Aktiv für Demokratie und Toleranz
- 2004 „Jugend übernimmt Verantwortung“ der Stiftung Brandenburger Tor
- 2002 1. Preis der Stiftung Aktion Toleranz des Dresdner Druck- und Verlagshauses
- 2002 Preisträger der Initiative der deutschen Wirtschaft startsocial
- 2002 Aktiv für Demokratie und Toleranz für die Kampagne Das sieht verboten aus! durch das Bündnis für Demokratie und Toleranz[22]
- 2001 Medienpreis Jugend gegen Rechtsextremismus
- 2001 Ehrenamtspreis des Landkreises Sächsische Schweiz
- 2000 Preis „Novum“ der Sächsischen Jugendstiftung